# Ford Model A (1903)
La Ford Model A prodotta dal 1903 al 1905 è la prima vettura prodotta dalla casa automobilistica statunitense Ford che ne riprese poi il nome in un secondo momento, con la presentazione della Ford Model A (1927).

## Contesto
Il Model A originale, conosciuto anche come Fordmobile, rappresenta la prima vettura costruita dalla Ford quando iniziò la sua produzione nel 1903. Il primo acquirente della vettura fu il dott. Ernst Pfenning di Chicago che l'acquistò il 23 luglio del 1903. In totale furono 1.750 le Model A prodotte tra il 1903 e il 1905.
L'auto nasceva come due posti scoperta o 4 posti tonneau. Come optional era possibile montare una copertura. Il motore, montato al centro della vettura, era un bicilindrico raffreddato ad acqua con cilindri orizzontali e contrapposti di alesaggio e corsa rispettivamente di 114,3 mm (4,50 pollici) e 101,6 mm (4,00 pollici) per una cilindrata di 2085 cm³. La sua potenza era di circa 8/9 hp a 900 giri ed aveva un cambio epicicloidale a due marce più retromarcia, che divenne quasi un marchio di fabbrica della Ford e che venne montato anche sulla Model T. L'albero motore era trasversale, parallelo all'asse delle ruote, per cui l'avviamento a manovella era laterale. Le sospensioni erano a doppia balestra semiellittica su entrambi gli assi e le ruote a raggi in legno montavano gomme da 3 per 28 pollici (76 mm × 711 mm). Rispetto alla precedente Ford Quadricycle presentava l'innovazione del volante al posto del manubrio. L'auto pesava 562 kg e poteva raggiungere i 45 km/h. Il suo passo era di 1,8 m e veniva venduta a 750 dollari USA dell'epoca. Come optional erano disponibili due coperture in gomma (30 dollari) o in pelle (50 dollari) e il divano posteriore (100 dollari).
La ditta spese quasi l'intero capitale di 28.000 dollari per progettare e realizzare la vettura, tanto che prima della sua messa in vendita restavano solo 223,65 dollari nel proprio conto bancario. Il successo delle vendite però permise alla Ford di ottenere un grande profitto tanto che la rese la prima vera casa automobilistica di successo.
Venne sostituita nel 1906 dalla Ford Model B.